# Axel Schreiber
Axel Schreiber (* 30. Januar 1977 in Lübben) ist ein deutscher Schauspieler und Synchronsprecher.

## Leben
Axel Schreiber wuchs in Groß Leuthen auf und machte am Paul-Gerhardt-Gymnasium in Lübben sein Abitur. Von August 1996 bis Juni 2000 absolvierte er eine Lehre zum Bankkaufmann bei der Spreewaldbank eG. 
Von 2001 bis 2004 studierte er an der Hochschule für Musik und Theater Hannover. Seit 2001 arbeitet er als Schauspieler. Nach kleineren Auftritten in Filmen und Serien spielte er in den beiden Kinofilmen Weißt was geil wär...?! und Berlin am Meer größere Hauptrollen. 
Größere Bekanntheit erlangte er jedoch 2006 mit seiner Rolle des Axel in der Serie Türkisch für Anfänger.
2013 spielte er den Mark Wagner in der Fernsehserie Christine. Perfekt war gestern!.

## Filmografie (Auswahl)
- 2001: Teenaged
- 2002: Ein Winternachtstrip
- 2003: Beach Boys – Rette sich wer kann
- 2004: Autobahnraser
- 2005: Schwarze Erdbeeren
- 2005: Der letzte Tanz (Fernsehfilm)
- 2006: A2Z
- 2006: Doppelter Einsatz: Ein mörderischer Spaß (Fernsehfilm)
- 2006: Ein starkes Team: Dunkle Schatten (Fernsehfilm)
- 2006–2007: Türkisch für Anfänger (Fernsehserie)
- 2006: SOKO Wismar (Fernsehserie)
- 2007: Weißt was geil wär...?!
- 2007: Großstadtrevier (Fernsehserie)
- 2007: Notruf Hafenkante (Fernsehserie, Folge Der verlorene Sohn)
- 2007: Der Befehl
- 2008: Berlin am Meer
- 2008: Bis dass der Tod uns scheidet (Fernsehfilm)
- 2008: Unser Mann im Süden (Fernsehserie)
- 2008: Familie Dr. Kleist (Fernsehserie)
- 2009: Deutschland 09: 13 kurze Filme zur Lage der Nation (Segment: Gefährder)
- 2009: Ein Fall für zwei (Fernsehserie)
- 2009: Tatort: Borowski und die Sterne (Fernsehfilm)
- 2010: Hochzeitsreise zu viert (Fernsehfilm)
- 2010: Der letzte Bulle (Fernsehserie) – Folge: Nachtschicht
- 2010: Alles Liebe (Fernsehfilm)
- 2011: Verlangen (Kurzfilm)
- 2011: Für immer daheim (Fernsehserie)
- 2011: SOKO Leipzig (Fernsehserie)
- 2011: Inga Lindström: Frederiks Schuld (Fernsehfilm)
- 2012: Für Elise
- 2012: Der Kriminalist (Fernsehserie)
- 2013: Der Bergdoktor (Fernsehserie)
- 2013: Christine. Perfekt war gestern! (Fernsehserie)
  - Ein Ex zum Knutschen
  - Schöne Scheidung
  - Glücklich allein
  - Ich zeig dir meins
  - Olle Kamellen
- 2013: Tatort: Franziska (Fernsehfilm)
- 2013: Küstenwache (Fernsehserie)
- 2015: Tatort: Kollaps (Fernsehfilm)
- 2015: SOKO Köln (Fernsehserie)
- 2016: Dresden Mord: Nachtgestalten
- 2018: Einstein (Fernsehserie)
- 2019: Notruf Hafenkante – Erster Einsatz (Fernsehserie)
- 2019: Traumfabrik
- 2020: Heldt – Flug des Todes (Fernsehserie)
- 2020: Werkstatthelden mit Herz
- 2022: Der junge Häuptling Winnetou
- 2023: Die Drei von der Müllabfuhr – Arbeit am Limit (Fernsehreihe)
- 2024: Für immer Freibad (Fernsehfilm)
- 2025: In aller Freundschaft: Schwingungen, Brief aus der Vergangenheit, Bang ums Herz, Abschiede (Fernsehserie)